# Goulbaoua
Goulbaoua (auch: Goulbawa) ist ein Dorf in der Landgemeinde Djiratawa in Niger.

## Geographie
Das von einem traditionellen Ortsvorsteher (chef traditionnel) geleitete Dorf befindet sich rund 23 Kilometer östlich des Hauptorts Djiratawa der gleichnamigen Landgemeinde, die zum Departement Madarounfa in der Region Maradi gehört. Zu den Siedlungen in der näheren Umgebung von Goulbaoua zählen Tchizon Kourégué im Nordosten, Gawaro Madatey im Südosten und Toffa Yarimawa Daoutawa im Westen.
Goulbaoua ist Teil der Übergangszone zwischen Sahel und Sudan. Die durchschnittliche jährliche Niederschlagsmenge beträgt hier zwischen 400 und 500 mm.

## Bevölkerung
Bei der Volkszählung 2012 hatte Goulbaoua 2040 Einwohner, die in 230 Haushalten lebten. Bei der Volkszählung 2001 betrug die Einwohnerzahl 2957 in 365 Haushalten und bei der Volkszählung 1988 belief sich die Einwohnerzahl auf 903 in 131 Haushalten.
Die Bevölkerungsdichte in diesem Gebiet ist für nigrische Verhältnisse hoch.

## Wirtschaft und Infrastruktur
Im Dorf wird ein bedeutender Wochenmarkt abgehalten. Das Gebiet der Ebenen im südlichen Teil der Region Maradi, in dem Goulbaoua liegt, ist von einer anhaltenden Degradation der ackerbaulichen Flächen gekennzeichnet, die mit der hohen Bevölkerungsdichte in Zusammenhang steht. Im Dorf ist ein Gesundheitszentrum des Typs Centre de Santé Intégré (CSI) vorhanden. Es gibt eine Schule.